# Elopteryx
Elopteryx là một chi khủng long, được Andrews mô tả khoa học năm 1913.